# Station Aleksandrów Kujawski
Station Aleksandrów Kujawski is een spoorwegstation in de Poolse plaats Aleksandrów Kujawski.